# Ooencyrtus jeani
Ooencyrtus jeani är en stekelart som beskrevs av John S. Noyes och Prinsloo 1998. Ooencyrtus jeani ingår i släktet Ooencyrtus och familjen sköldlussteklar. Inga underarter finns listade i Catalogue of Life.